# Kogölen, Östergötland
Kogölen är en sjö i Åtvidabergs kommun i Östergötland och ingår i Söderköpingsåns huvudavrinningsområde. Sjöns area är 0,002 kvadratkilometer och den är belägen 102 meter över havet.